# Marie-Thérèse Maurette
Pour les articles homonymes, voir Maurette.
Marie-Thérèse Maurette née le 28 septembre 1890 à Paris et morte le 25 juin 1989 dans la même ville, est une éducatrice française ayant travaillé à Genève à l’École internationale de Genève (Écolint). Elle est l'auteure d’une pédagogie originale de la paix inspirée par les institutions internationales présentes à Genève : Société des Nations et Organisation internationale du travail. Sa pédagogie sert de base au baccalauréat international.

## Biographie
Née Marie-Thérèse Charlotte Dupuy le 28 septembre 1890, au 45 rue d'Ulm à Paris, elle est la fille de Paul Marie Dupuy (1856-1948), maître-surveillant, surveillant puis secrétaire général de 1885 à 1925 de l’École normale supérieure de la rue d'Ulm, et de Louise Marthe Lecoeur,,. Élevée dans les locaux de l’école de la rue d’Ulm, elle y rencontre son mari Fernand Maurette, qui deviendra géographe. Ils se marient le 30 mars 1911 à Paris et ils auront trois enfants, Florence, Paul, et le cinéaste Marc Maurette.
Elle part s’installer à Genève avec son mari peu après leur mariage. Il rejoint en 1924 le Bureau international du travail (BIT) à la demande de son ancien collègue de khâgne, Albert Thomas.
À Genève, elle participe en tant qu’éducatrice de l’École internationale de Genève (Ecolint), fondée par des pédagogues locaux et des fonctionnaires de la Société des Nations et du BIT.
Elle dirige l’école de 1929 à 1949 et influence sa pédagogie prônant une éducation à la paix, fondée sur le respect et l'ouverture aux autres et fortement orientée vers l’international. Elle publie, en 1948, les grandes orientations de sa pédagogie à la suite d'une enquête de l’UNESCO, dans un fascicule intitulé Les techniques d’éducation pour la paix existent-elles ?.
Elle meurt le 25 juin 1989 à Paris à l'âge de 98 ans.

## Pédagogie
La pédagogie prônée par Marie-Thérèse Maurette se base sur plusieurs éléments :
1. La géographie synthétique inventée par son père Paul Dupuy[6], ou culture internationale, qui fait découvrir aux enfants d'abord l’image du monde entier (globe ou planisphère), ignorer un temps le pays dont ils sont issus et étudier les grands éléments indépendamment des frontières pour mettre le monde en perspective. Les élèves commencent par l'étude de la carte du monde. Cette connaissance est complétée par de la géographie humaine, en y incluant la démographie pour introduire la notion de relativité entre les pays et les régions du monde.
2. L’enseignement de l'histoire commence beaucoup plus tard que dans la plupart des écoles nationales. L’histoire n’est enseignée qu'à partir de douze ans, et seule l’histoire universelle est enseignée, en insérant l’histoire nationale en la relativisant à sa juste proportion.
3. La pratique d’au moins deux langues : le français et l’anglais (langues officielles de la Société des Nations), pour pratiquer les deux modes de pensée inhérents à ces deux langues. Et plus généralement comprendre le mode de pensée de ses interlocuteurs internationaux.

Le baccalauréat international s’inspire très fortement des techniques et principes pédagogiques de Marie-Thérèse Maurette.

## Hommage et postérité
En 2019 à Genève, l'association l'Escouade, dans le cadre du projet 100elles, renomme temporairement le chemin Louis-Dunant à son nom,.
En 2024 à Genève, une rue lui est attribuée. L'ancienne route de Chêne devient donc la rue Marie-Thérèse Maurette